# I giorni chiari
I giorni chiari (Die hellen Tage) è un romanzo della scrittrice tedesca Zsuzsa Bánk del 2011, della quale costituisce la terza opera letteraria. In Italia è stato pubblicato nel 2012, nella traduzione di Riccardo Cravero.
Il libro è stato tradotto anche in francese, croato, ceko, olandese e polacco.

## Trama
A Kirchblüt le piccole Aja e Seri, voce narrante, si conoscono da sempre; ben presto a loro si unisce Karl. Giocano anche con gli altri bambini e ragazzi, ma li lega oltre ad un'intesa spontanea, il fatto di avere tutti e tre delle gravi mancanze: Aja oltre ad avere due dita in meno sulla mano destra è costretta a vivere senza suo padre, trapezista circense, per quasi tutto l'anno (eccetto parte dell'estate); a Seri è deceduto il padre quand'era ancora bimba; la famiglia di Karl è stata sconvolta dalla scomparsa del fratellino Ben (diminutivo di Benedikt), salito a bordo di un'automobile e mai più ritrovato. 
La loro infanzia spensierata, contrassegnata da un clima positivo, limitando l'empatia e la percezione della realtà, funge da barriera nei confronti degli aspetti dolorosi delle loro vite. Tuttavia, durante la nuova dimensione della crescita e dell'età adulta dovranno confrontarvisi per forza e trovare in sé le risorse caratteriali e le risposte che li aiuteranno a ritrovare il loro equilibrio per affrontare e proseguire le loro vite. 
Più in generale questo processo interessa anche i loro famigliari, sebbene siano persone adulte.
Le vicende dei ragazzi sono strettamente intrecciate con quelle dei loro famigliari, cosa che rende la trama assai corale ed articolata. Ma per rendere più esauriente il complesso è preferibile dare conto delle vicende personali dei singoli personaggi.

### Kirchblüt
In questa cittadina immaginaria della Baviera si svolgono gran parte delle vicissitudini dei personaggi. Nel centro c'è la Piazza Grande contornata da platani e ci sono il negozio del fotografo e la chiesa.
Nella periferia circostante al paese c'è la casetta dei Kalócs, costruita da Zigi e coi particolari amati dai protagonisti, i 3 tigli personali dei ragazzi, il pero, la porticciola del cancello che struscia per terra, il viottolo irregolare, il pollaio retrostante. Ci si arriva tramite il viale coi castagni ed il ponte sui papaveri. Non troppo distanti ci sono il bosco ed il laghetto.
Le case del padre di Karl (definita “con le imposte chiuse”) e di Ellen e dei Bartfink sono nel borgo ma la loro ubicazione non è mai ben specificata con esattezza.
Tranne questa cittadina, parti degli accadimenti si verificano ad Heidelberg ed in Italia, specialmente a Roma; un breve antefatto e alcune vicende si svolgono invece in Ungheria.

## Personaggi

### Seri
Figlia di Hannes Bartfink (4/1930-5/1960) e Maria, ed il cui nome anagrafico è in realtà Therese, entra in contatto da bimba con Aja (che conia il suo soprannome) e i suoi genitori, e successivamente con Karl. Scelta come narratrice probabilmente per aumentare il grado di coinvolgimento, nel corso della storia da conto delle principali avventure degli altri personaggi.
Di lei stessa racconta di non essere stata conscia del decesso del padre, ma di essere stata di sostegno e conforto alla madre, che in passato le chiese di non piangere mai sulla tomba di suo padre.
Quando divengono maggiorenni racconta della sua iniziale gelosia per la relazione affettiva tra Karl e Aja sbocciata a Roma, e del suo bisogno di ritrovare uno spazio proprio tornandosene a casa propria.
Quando inizia l'università cogli amici Karl e Aja, prima sceglie Heidelberg per poi trasferirsi a Roma. Professionalmente intraprende la carriera di traduttrice dalla lingua italiana; infine succede però a sua madre alla conduzione della ditta di trasporti famigliare.

### Maria
Madre di Seri, ha subito l'improvvisa perdita dell'amato marito Hannes dopo che questi era tornato da uno dei frequenti viaggi di lavoro a Roma, e ne ha risentito al punto che per quasi tutta la storia ha cercato di cancellare quanto legato a quel giorno nefasto: cercava di non visitare quei luoghi, usare cose o cibi (come la valigia, le biciclette o la torta Vittoria). Si era persino fatta promettere da Seri che non piangesse mai innanzi alla sua tomba. La valigia diventa poi uno degli oggetti chiave della storia: dopo essersi astenuta per anni dall'aprirla, vi scopre le prove del tradimento consumato alle sue spalle con una donna romana; una volta nella capitale italiana, coll'immaginazione cercherà a lungo di provare a scorgerla in qualche donna che vede nei pressi del suo vecchio indirizzo.
Quando le bambine stringono amicizia, in un primo periodo è riluttante ad aprirsi ad Evi; il loro rapporto cresce di tono dopo che Maria soccorre Aja dopo che costei è appena caduta nello stagno con la bicicletta giocando. Quindi il legame diventa via via più intenso; peraltro insegna ad Evi a leggere e scrivere invitandola in casa propria. Più tardi anche Ellen entra a far parte della comitiva di amiche.
Nel lavoro ha succeduto al marito nell'azienda di trasporti e spedizioni di famiglia. L'azienda, seppure descritta non troppo minuziosamente, pare operare soprattutto nell'Europa centrale e meridionale. Gli affari coll'Italia nello svolgimento salgono d'importanza; nondimeno, man mano che cogli anni riconosce ed accetta il tradimento del marito, matura la decisione di troncarvi pure i rapporti commerciali. Prima di cedere la dirigenza a Seri rinomina anche la ditta.

### Hannes
In quanto scomparso, non è propriamente un personaggio attivo quanto piuttosto una figura rievocata a più riprese.
Compianto padre di Seri e sposato con Maria, ha fondato l'impresa di famiglia; questo lo induce a molte trasferte per lavoro, specie a Roma. In realtà si scopre che era anche una copertura per occultare una relazione extraconiugale clandestina con una donna italiana, tale Elsa Donati.

### Aja
Fisicamente viene descritta sommariamente: dai capelli scuri e mossi o ricci, bassa di statura sia da bambina che da adulta, la sua mano destra è monca di anulare e mignolo a causa di un incidente che ebbe in carrozzina in tenera età a causa del ghiaccio depositato sulla strada; il fatto per un po' scosse Evi. In seguito ebbe anche altri due incidenti minori: 1- una caduta nello stagno con la sua bicicletta, in cui venne soccorsa dalla sig.ra Maria; 2- alcuni giorni di forte influenza; pure in questo caso fu ospitata a casa Bartfink.
Figlia di Evi e Zigi, nata nell'ambito circense. Quando Evi scoprì il legame tra suo marito e Libellula decise di troncare con quella vita ed allontanarsi dalla natia Ungheria. Vagabondarono dunque per circa un anno nell'Europa centrale, vivendo all'addiaccio e sistemandosi alla buona, prima di stabilirsi nella casetta alla periferia di Kirchblüt.
Come sua madre Evi, sente la mancanza del padre, impegnato quasi tutto l'anno a lavorare come trapezista circense negli Stati Uniti. Egli negli anni le dona una bicicletta, che per un po' vuole usare di continuo. Anni dopo le nasce la passione per pattinaggio sul ghiaccio; anche stavolta Zigi l'asseconda, mentre Evi è più riluttante.
A scuola tra i tre è quella che va meglio. Per alcuni anni sviluppa una lunga fase di malcontento verso Evi, che bersaglia denigrando i suoi errori e strafalcioni grammaticali, o riprende su inezie caratteriali; solo quando è presente Zigi sopende tale atteggiamento.
All'università studia medicina; mentre fa pratica prende la curiosa abitudine di escogitare frasi di condoglianze per gli eventuali decessi. In questo periodo sorge altresì un'attrazione e rapporto con Karl, che però tronca per la repulsione provata quando egli le confessa di aver scagliata una pietra contro una finestra di casa sua, e spaventando così Evi per qualche tempo.

### Evi
Evi Kalócs è indubbiamente il personaggio cardine del romanzo. Sia perché gran parte delle vicende si svolgono nella sua casetta sghemba, sia perché interagisce molto ed intensamente con tutti gli altri, quasi sempre aiutandoli in modo più o meno manifesto.
Fisicamente è alta e bionda. Caratterialmente è composita: è aperta e cordiale verso tutti, e tende sempre a cercare di dare una mano, anche perché è molto religiosa. Sente molto la mancanza prima del marito e poi della figlia; e si preoccupa anche del segreto sulla nascita di Aja. Essendo immigrata, parlando talora incespica in strafalcioni sintattici e/o grammaticali. Cammina con passi così leggeri che sembra quasi volteggiare.
Cosiccome Zigi, è un esule dall'Ungheria, dove prima anch'ella artista circense, dove indossava una veste in velluto blu. Ma diversamente dal marito, una volta partita ha abbandonato la vecchia vita e dopo il vagabondaggio ama stare nella casetta di Kirchblüt; qui, qualche volta all'anno ospita dei vecchi amici circensi. Quando Aja subì l'incidente che le costo due dita, ne fu turbata a lungo. E quando Aja scopre di Libellula, nonostante il suo dolore, l'asseconda nella ricerca della verità.
Stretta amicizia con Maria, quando quest'ultima scopre il suo analfabetismo le insegna a leggere e scrivere in un periodo di oltre un anno; la cosa l'allieta molto anche per la possibilità di leggere - finalmente - le missive di Zigi. In seguito comincia a lavorare come commessa presso il fotografo; ed a questo lavoro unisce la una piccola attività domiciliare di pasticceria.
Anche quando i ragazzi si allontanano da casa per gli studi cerca di mantenere un margine di vicinanza; quando con le amiche va in visita da loro a Roma, ne subisce ancora di più il fascino per la sua religiosità.
Nella fase finale della storia a causa di una malattia non meglio specificata è soggetta ad una perdita di memoria progressiva. Infine decide di prendere un cane in famiglia.

### Zigi
Padre di Aja e marito di Evi, ha capelli neri un po' lunghi e ricci; nel complesso, così come la dentatura e l'abbigliamento, non ha grande cura di sé. Dietro il collo, nascosto dai capelli ha un tatuaggio di una libellula.
Prima lavorava con la moglie Evi nella natia Ungheria, da cui se ne andarono dopo la repressione della rivoluzione ungherese del 1956. Più tardi si scopre pure che la concausa fu la scoperta da parte di Evi del suo tradimento con Libellula da cui nacque Aja. In seguito a tali fatti la coppia errò per oltre un anno nell'Europa centrale vivendo all'addiaccio e tenendo la bimba in una valigia; alla fine si stabilirono nella campagna di Kirchblüt. In quei mesi per lui furono provvidenziali degli stivali che gli vennero regalati nottetempo da un ignoto benefattore; dopo di allora ogni anno ne dona a sua volta un paio a qualche bisognoso per sdebitarsi moralmente. Ai bambini narrò a lungo una storia immaginaria nella quale, dalla fine guerra, fuggì da un campo di prigionia, trovò un cane e poi lo regalò per proseguire il viaggio di ritorno verso casa.
È via quasi tutto l'anno a causa del suo lavoro di trapezista circense in America (presso la costa orientale). Quando torna, oltre agli esercizi per mantenersi in forma (che attraggono i bambini del paese), si dedica ai lavori domestici annuali di manutenzione della sua casa; a questo proposito, rispetta i lavori eseguiti dal sig. Kisch, ma preferendo occuparsene di persona, ripristina gran parte dell'assetto originario; al termine della storia mette mano persino al cancello tipicamente sbieco. Quando deve ripartire per gli Stati uniti, compie mesto (poiché sa di addolorare moglie e figlia) il commiato e il tragitto che lo allontana ancora dalla famiglia tragitto viale dei castagni fermata autobus, nave. Uno dei rari casi in cui ha potuto trascorrere più tempo con la sua famiglia viene ricordato come "l'estate di Zigi". Peraltro, cerca di alleviare le sue omissioni verso Aja regalandole una bici e dei pattini a cui la bambina terrà moltissimo. Negli ultimi tempi lascia il lavoro al circo e torna definitivamente a Kirchblüt a causa della progressiva debilitazione di Evi; verrà assunto nella compagnia di trasporti dei Bartfink.

### Libellula
Parimenti al sig. Bartfink, non è un personaggio che appare esplicitamente, ma, allo stesso modo, le sue azioni hanno un peso rilevante in alcuni tratti della storia. In passato lavorava nello stesso circo di Evi e Zigi, e con questi ha avuto una relazione segreta. Quando Evi la scoprì decise di cambiare vita e allontanarsi dall'ambiente circense.
In seguito invia un filmato ad Aja in cui è ritratta mentre balla volteggiando e sorride a Zigi. Questo fa capire alla ragazza che è la sua vera madre naturale, e le crea un turbamento (commenterà più volte amaramente «sono figlia di un filmino») dal quale si riprenderà solo gradualmente; Aja andrà anche a fare la sua conoscenza, ma i particolari dei loro incontri restano privati.

### Karl
Ragazzo del trio, ha capelli castani mossi, e indossa gli occhiali; possiede una strana macchia dermatica su un lato del volto che spesso s'increspa un più "grinze".
Sebbene fosse uno dei bambini del paese, in un primo momento, essendo di bell’aspetto era conosciuto più come modello di ritratto in foto di articoli per ragazzi; in seguito conosciute Seri e Aja, diviene il terzo vertice del triangolo.
Dopo la scomparsa Ben e la separazione dei genitori abita principalmente con sua madre, ma passa anche molto tempo col padre. Sulla vicenda, idealizza a lungo il dramma sotto forma di un vago uccellino nero e di un ticchettio di 2 secondi che scandisce la sua vita fino all'incirca la sua maggiore età. Durante il soggiorno studentesco ad Heidelberg si appassiona alla fotografia e conosce il fotografo Jakob, che presenta a sua madre; e del quale lei diverrà poi la compagna.
Evi sviluppa un affetto particolare nei suoi confronti. Ma ciò, in una circostanza, durante un accesso di rabbia non gl'impedisce di scagliare nella notte un sasso contro una finestra della loro casa; la colpevolezza resta a lungo segreta finché non si decide a svelarla ad Aja, che disgustata dalla verità, troncherà il loro rapporto affettivo. Infatti quando il trio decide di studiare a Roma tra lui e Aja germoglia un sentimento che - come anticipato - si rivela di breve durata. Sempre in Italia, è quello che si ambienta meglio, tanto che preferisce italianizzare il sio nome in "Carlo"; e oltre a guidare l'automobile si diletta a spostarsi anche con la Vespa.

### Ellen
Fisicamente è descritta come una bella signora bionda, che però ha visto appassire il suo fascino per il tremendo choc subìto: vale a dire la scomparsa del loro secondogenito.
Madre di Karl e Ben, al rapimento del figlio minore reagisce diventando ancora più accidiosa e catatonica di suo marito, dal quale si separa andando a vivere da sé. Rimane spesso assorta a contemplare cose che le mantengono la memoria del figlio scomparso (come le sue biglie che Evi conserva in una scatola).
Grazie alla presenza e all'amicizia di Evi, che ringrazierà donandole un servizio di bicchieri in cristallo, (e poi di Maria) nel tempo infrange lentamente questo isolamento volontario. Altri progressi li ha quando impara ad aprire il suo cuore al fotografo Jacob.

### Sig.  Kisch
Il suo nome di battesimo non viene mai rivelato. Fisicamente è alto è grande, ed è d'indole estremamente taciturna.
Padre di Karl e marito di Ellen, è anch'egli scosso e intaccato nel profondo dal rapimento del secondo figlio Ben. Questo lo porta a ritirarsi dal lavoro di architetto e a chiudere, col suo animo, le finestre della sua grande casa, che quindi agli occhi dei passanti risulta cupa.
In seguito, così come sua moglie, viene stimolato a ricominciare da Evi che gli propone di fare il fattorino (in bicicletta) per i suoi dolci; accetta e per sdebitarsi, col placet di Evi, realizza delle migliorie alla casetta sbilenca per migliorarne abitabilità e comodità. Tuttavia Zigi le rimuoverà quasi tutte, poiché, in quanto capofamiglia tali eventuali decisioni spettano a lui; ma avrà cura di farlo con garbo, e lui ricambia amichevolmente. 
Quando poi la memoria di Evi comincerà a "perdere colpi" ordinerà segretamente alcune torte con nomi altrui per assicurarle dei piccoli guadagni extra. Infine negli ultimi tempi, benché prima con lei non fosse avvenuto uno strappo violento, c'è un parziale riavvicinamento con Ellen. Gradualmente riprende anche col suo lavoro.

## Edizioni
- S. Bánk, I giorni chiari, traduzione di Riccardo Cravero, ed. Neri Pozza, Vicenza 2012;
- S. Bánk, I giorni chiari, traduzione di Riccardo Cravero, ed. Mondadori, Milano 2012;
- S. Bánk, I giorni chiari, traduzione di Riccardo Cravero, ed. BEAT, Milano 2013;